# Tokyu Corporation
Tokyu Corporation (яп. 東京急行電鉄株式会社 то:кё: кю:ко: дэнтэцу кабусики гайся) — крупный японский частный железнодорожный оператор и центральная компания группы Tokyu Group (яп. 東急グループ то:кю: гуру:пу), которая вовлечена в общественный транспорт, торговлю недвижимостью, розничную торговлю и другие отрасли. Линии компании соединяют центральную часть японской столицы Токио с городами префектуры Канагава на юго-западном направлении. Компании также принадлежит обширная сеть автобусных маршрутов и такси. На всех станциях железнодорожных линий компании (кроме линий Сэтагая и Yokohama Minatomirai Railway Kodomonokuni Line) установлены либо автоматические платформенные ворота, либо платформенные раздвижные двери.

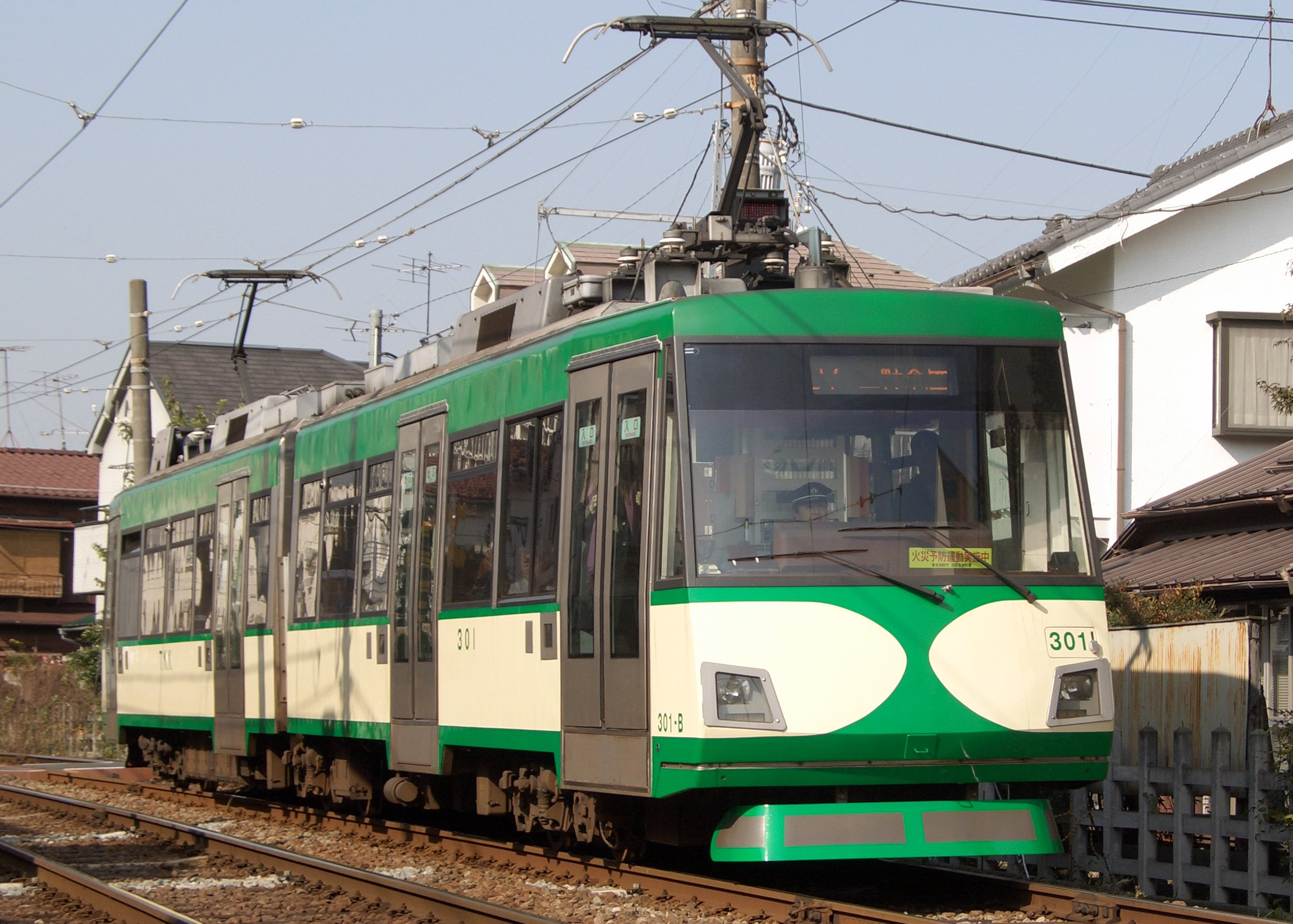
Состав серии Tokyu 300 на линии Сэтагая

Была основана 2 сентября 1922 года как компания Meguro-Kamata Electric Railway (яп. 目黒蒲田電鉄 мэгуро камата дэнтэцу), позднее переименованная в Tokyo–Yokohama Electric Railway (яп. 東京横浜電鉄 то:кё: ёкохама дэнтэцу), а в 1943 году получившая своё нынешнее название. С 1944 по 1948 годы в состав компании входили линии современных железнодорожных компаний Keikyu Corporation, Keio Corporation и Odakyu Electric Railway. Тогда компаний называлась Daitokyu (яп. 大東急 дай то:кю:).

## Линии

Схема линий

| Линия                 | Участок                   | Протяжённость (км) | Станции | Дата открытия | Максимальная скорость |
| --------------------- | ------------------------- | ------------------ | ------- | ------------- | --------------------- |
| ■ Линия Тоёко         | Сибуя - Иокогама          | 24,2               | 21      | 1926          | 110 км/ч              |
| ■ Линия Мэгуро        | Мэгуро - Хиёси            | 11,9               | 13      | 1923          | 110 км/ч              |
| ■ Линия Дэнъэнтоси    | Сибуя - Тюо-Ринкан        | 31,5               | 27      | 1907          | 110 км/ч              |
| ■ Линия Оимати        | Оимати - Мидзонокути      | 10,4               | 15      | 1927          | 85 км/ч               |
| ■ Линия Икэгами       | Готанда - Камата          | 10,9               | 15      | 1922          | 80 км/ч               |
| ■ Линия Сэтагая       | Сангэндзяя - Симо-Такайдо | 5,0                | 10      | 1925          | 40 км/ч               |
| ■ Линия Токю-Тамагава | Камата - Тамагава         | 5,6                | 7       | 2000          | 80 км/ч               |
| Всего                 | 7 линий                   | 99,5               |         |               |                       |

Также компания обслуживает линию ■ Кодомонокуни (Нагацута — Кодомонокуни, 3,4 км) по контракту с её владельцем Yokohama Minatomirai Railway Company.

## Прочие виды деятельности
Tokyu Group также владеет железнодорожными компаниями Ueda Electric Railway и Izukyū Corporation, несколькими автобусными компаниями, сетью универмагов в Японии и других странах, сетью магазинов Tokyu Hands, а также сетями отелей разного класса в Японии «Pan Pacific», «Tokyu Hotel» и «Tokyu Inn». Зарубежная часть отелей сети «Pan Pacific» была продана сингапурской компании UOL Limited. Компании также принадлежит основной пакет акций японского авиаперевозчика Japan Airlines и крупная сеть магазинов Book Off, специализирующихся на продаже товаров бывших в употреблении.